# Legends Never Die
| Совокупная оценка    | Совокупная оценка |
| Источник             | Оценка            |
| -------------------- | ----------------- |
| Album of the Year    | 74/100            |
| AnyDecentMusic?      | 7.2/10            |
| Metacritic           | 76/100            |
| Оценки критиков      |                   |
| Источник             | Оценка            |
| AllMusic             | [ 5 ]             |
| Clash                | 9/10              |
| The Guardian         | [ 7 ]             |
| HipHopDX             | 3.7/5             |
| The Line of Best Fit | 9/10              |
| NME                  | [ 10 ]            |
| Pitchfork            | 7.1/10            |
| Rolling Stone        | [ 12 ]            |

Legends Never Die (с англ. — «Легенды никогда не умирают») — третий и первый посмертный студийный альбом американского рэпера Juice WRLD. Альбом вышел 10 июля 2020 года. Ранее невеста Juice говорила, что альбом будет называться The Outsiders. В создании альбома приняли участие Trippie Redd, Холзи, Polo G, The Kid Laroi и Marshmello.

## История
24 июня 2019 года Juice WRLD сообщил в Твиттере о том, что он записывает новый альбом.
В интервью Forbes Juice сказал, что песня «Bandit» не войдёт в альбом, так как он хотел начать всё сначала. Также он упомянул, что скорее всего у него более тысячи песен.
Было заявлено, что альбом выйдет в конце 2019 года, однако выпуск был отложен из-за смерти исполнителя.
Весной 2020 года рэпер Lil Bibby сказал, что альбом Juice WRLD выйдет скоро.
4 мая 2020 года невеста Juice WRLD Элли Лотти в Твиттере заявила, что первый посмертный альбом Джареда будет называться The Outsiders. Она отметила, что упорно работает над тем, чтобы пластинка «получилась именно такой, какой её хотел бы видеть Джаред».
6 июля 2020 года на официальном YouTube-канале исполнителя был выпущен тизер альбома. Он был переименован в Legends Never Die. В Instagram была показана обложка и раскрыто количество композиций.
8 июля 2020 года была анонсирована делюкс-версия альбома.

## Синглы
24 апреля 2020 года вышел первый сингл из альбома «Righteous». Музыкальное видео было выпущено в тот же день, что и сингл.
Третий сингл «Tell Me U Luv Me» был выпущен 29 мая 2020 года.
6 июля 2020 года был выпущен второй сингл «Life’s a Mess» при участии Холзи.
Четвёртый сингл «Come & Go» совместно с Marshmello был выпущен 9 июля 2020.
«Wishing Well» была выпущена на радио rhythmic contemporary в качестве пятого сингла альбома 28 июля 2020 года.
7 августа 2020 была выпущена песня «Smile», как шестой сингл из альбома. В день выхода сингла была выпущена обновлённая версия альбома с этой песней.

## Коммерческий успех
25 июля 2020 года Juice WRLD повторил рекорд американского хит-парада Billboard Hot 100 по числу синглов одновременно находящихся в лучшей его десятке. Сразу пять хитов недавно умершего рэпера попали в top-10 горячей сотни Hot 100: «Come & Go» (№ 2; при участии Marshmello), «Wishing Well» (№ 5), «Conversations» (№ 7), «Life’s a Mess» (№ 9; при участии Холзи) и «Hate the Other Side» (№ 10; при участии Marshmello, Polo G и The Kid LAROI). До Juice WRLD подобное достижение было только у двух исполнителей за всю 62-летнюю историю основного американского чарта. В 2018 году канадский певец Дрейк поставил рекорд с семью синглами, одновременно находящимися в top-10, а в 1964 году британская группа The Beatles дважды имела по пять треков в десятке. Таким образом, Juice WRLD стал первым среди американцев с таким достижением.

## Список композиций
Адаптировано под Tidal.
| №   | Название                                                                          | Автор(ы)                                                                                 | Продюсер(ы)                                        | Длительность |
| --- | --------------------------------------------------------------------------------- | ---------------------------------------------------------------------------------------- | -------------------------------------------------- | ------------ |
| 1.  | «Anxiety» (Intro)                                                                 | Jarad Higgins                                                                            |                                                    | 1:10         |
| 2.  | «Conversations»                                                                   | Higgins Ronald Spence Jr. Gabriel Guerra                                                 | Miles Ale Ronny J Scheme                           | 3:01         |
| 3.  | «Titanic»                                                                         | Higgins Dwan Avery Rex Kudo                                                              | DY Krazy Rex Kudo                                  | 2:56         |
| 4.  | «Bad Energy»                                                                      | Higgins David Biral Denzel Baptiste Blake Slatkin                                        | Take a Daytrip Blake Slatkin                       | 3:06         |
| 5.  | «Righteous»                                                                       | Higgins Nick Mira Ryan Vojtesak                                                          | Nick Mira Miles Ale Charlie Handsome               | 4:02         |
| 6.  | «Blood on My Jeans»                                                               | Higgins Filip Gezin Max Lord Arian-Znovimir Vuica                                        | Gezin Max Lord Strapazoot                          | 2:34         |
| 7.  | «Smile»                                                                           | Джаред Хиггинс Эйбел Тесфайе Дэнни Снодграсс-младший Коди Раундс Николас Мира            | Taz Taylor Cxdy Ник Мира                           | 3:16         |
| 8.  | «Tell Me U Luv Me» (совместно с Trippie Redd)                                     | Higgins Michael White Mira Tanner Katich                                                 | Mira Ok Tanner                                     | 3:00         |
| 9.  | «Hate the Other Side» (совместно с Marshmello при участии Polo G и The Kid Laroi) | Higgins Marshmello Taurus Bartlett Charlton Howard Niles Hollowell-Dhar David Lynn Moody | Marshmello Miles Ale                               | 2:40         |
| 10. | «Get Through It» (Interlude)                                                      | Higgins                                                                                  |                                                    | 0:20         |
| 11. | «Life’s a Mess» (совместно с Холзи)                                               | Higgins Ashley Frangipane Kudo Vojesak                                                   | Kudo Miles Ale Charlie Handsome                    | 3:22         |
| 12. | «Come & Go» (совместно с Marshmello)                                              | Higgins Marshmello                                                                       | Marshmello Miles Ale                               | 3:25         |
| 13. | «I Want It»                                                                       | Higgins Andre Proctor Sebastian Lopez Tyler Turner                                       | Dre Moon 1Mind Tyler                               | 2:53         |
| 14. | «Fighting Demons»                                                                 | Higgins Mira Darien Marchand                                                             | Nick Mira Miles Ale Sidepce                        | 3:20         |
| 15. | «Wishing Well»                                                                    | Higgins Lukasz Gottwald Darrel Jackson                                                   | Dr. Luke Chopsquad DJ                              | 3:14         |
| 16. | «Screw Juice»                                                                     | Higgins Mira                                                                             | Nick Mira Miles Ale                                | 2:59         |
| 17. | «Up Up and Away»                                                                  | Higgins Kudo Vojesak                                                                     | Kudo                                               | 2:27         |
| 18. | «The Man, The Myth, The Legend» (Interlude)                                       | Higgins                                                                                  | Alecto Miles Ale                                   | 2:16         |
| 19. | «Stay High»                                                                       | Higgins Lloyd Mizell Khaled Rohaim                                                       | 2fly Alecto Miles Ale KhaledBeats                  | 2:48         |
| 20. | «Can't Die»                                                                       | Higgins Avery Morgan O'Connor                                                            | DY Krazy Miles Ale Alecto NickMira Morgan O'Connor | 3:02         |
| 21. | «Man of the Year»                                                                 | Higgins Skrillex Kudo Everett Romano Joe Reeves                                          | Skrillex Kudo Heavy Mellow Joe Reeves              | 2:16         |
| 22. | «Juice WRLD Speaks from Heaven» (Outro)                                           | Higgins                                                                                  |                                                    | 0:30         |

## Чарты
| Чарт (2020)                            | Высшая позиция |
| -------------------------------------- | -------------- |
| Австралия (ARIA)                       | 1              |
| Австрия (Ö3 Austria)                   | 2              |
| Бельгия/Фландрия (Ultratop)            | 3              |
| Бельгия/Валлония (Ultratop)            | 18             |
| Канада (Canadian Albums Chart)         | 1              |
| Чехия (ČNS IFPI)                       | 1              |
| Дания (Hitlisten)                      | 1              |
| Нидерланды (Album Top 100)             | 2              |
| Финляндия (Suomen virallinen lista)    | 1              |
| Франция (SNEP)                         | 23             |
| Германия (Offizielle Top 100)          | 4              |
| Ирландия (Irish Albums Chart)          | 1              |
| Италия (Classifica album)              | 9              |
| Литва (AGATA)                          | 2              |
| Новая Зеландия (RMNZ)                  | 1              |
| Норвегия (VG-lista)                    | 1              |
| Шотландия (Scottish Albums Chart)      | 56             |
| Испания (PROMUSICAE)                   | 12             |
| Швеция (Sverigetopplistan)             | 3              |
| Швейцария (Schweizer Hitparade)        | 2              |
| Великобритания (UK Albums Chart)       | 1              |
| США (Billboard 200)                    | 1              |
| США (Billboard Top R&B/Hip-Hop Albums) | 1              |
| США (Billboard Top Rap Albums)         | 1              |

## Сертификации
| Регион                                                                      | Сертификация  | Продажи |
| --------------------------------------------------------------------------- | ------------- | ------- |
| Австралия (ARIA)                                                            | Платиновый    | 70 000  |
| Бельгия (BEA)                                                               | Платиновый    | 20 000  |
| Дания (IFPI Danmark)                                                        | Платиновый    | 20 000  |
| Новая Зеландия (RMNZ)                                                       | Платиновый    | 15 000  |
| Великобритания (BPI)                                                        | Платиновый    | 300 000 |
| США (RIAA)                                                                  | 2× Платиновый | 301,000 |
| Данные о продажах + прослушиваниях приведены только на основе сертификации. |               |         |